# Pilzone
Pilzone est une frazione de la municipalité lombarde d'Iseo.

## Histoire
Pilzone a été fondée en 23 après J-C par des nobles romains qui y ont construit des villas pour les vacances estivales. Ces villas ont été détruites par les Longobards. Pilzone apparait comme un petit village, sous le nom de Pulcion, à l'époque médiévale, et prend son nom d'un noble qui régnait sur les champs de la région.
À l'époque napoléonienne (1805-16), Pilzone devient une fraction d'Iseo mais retrouve son autonomie avec la constitution du royaume de Lombardie-Vénétie. Lors de l'unification de l'Italie (1861), la commune compte 342 habitants.
En 1927, la municipalité de Pilzone est définitivement agrégée à Iseo. Jusqu'en 1960, elle est le siège de la société de jouets Sebino Dollole (it).
Pendant la Première Guerre mondiale, Caproni y a son siège social. A la Seconde Guerre mondiale, Benito Mussolini est repéré à Pilzone alors qu'il tentait de s'échapper de l'Italie. Le village est de ce fait bombardé.